# Тюменская нефть
Тюменская нефть — крупнейшие в России запасы нефтегазового сырья, открытые в Западно-Сибирском нефтегазоносном бассейне в 1950-х — 1970-х годах и обеспечивавшие основные доходы СССР и две трети доходов Российской Федерации от экспорта углеводородов.

## История разведки и первая нефть
Считается, что геологоразведочные работы по поиску нефти в Западной Сибири проводились ещё до революции, а первое упоминание об этом относят к 1903 году. У геологов не было однозначного мнения по поводу нефтегазоносности Западной Сибири, однако в 1932 году авторитетный академик Иван Михайлович Губкин на Урало-Кузбасской сессии Академии наук СССР представил научное обоснование перспективности поисков нефти в этом бассейне.
Активные разведочные геофизические работы здесь начались в 1935 году, а с 1937 года — планомерная буровая разведка, выявившая многочисленные нефтегазопроявления. Работы были прерваны во время Великой Отечественной войны, однако сразу после её окончания поисковые работы возобновились.
В начале 1950-х годов страна поднималась после военной разрухи. В задачах пятилетнего плана было намечено восстановление и строительство крупных промышленных объектов по всей стране. Нефтяные месторождения Азербайджана, Татарии и Башкирии не могли удовлетворить потребности растущей экономики. Нефть была жизненно необходима. Поэтому правительство приняло решение о создании новой топливно-энергетической базы в Западной Сибири. Для этого предстояло многократно усилить геологоразведку на территории более полутора миллионов квадратных километров. На первом этапе, для ускорения работ, в Тюмень направили производственные и научные коллективы геологов из Новосибирской, Кемеровской и Томской областей. Вся страна участвовала в закладке фундамента новой энергетической базы, от которой во многом зависела её экономическая мощь.
Не случай, не «улыбка фортуны», а годы напряжённого труда обеспечили открытие крупнейшей нефтегазоносной провинции планеты.
Первая опорная скважина Р-1 проектной глубиной 2000 м была пробурена в Тюмени, на ул. Мельникайте. Бурение начали 15 февраля 1949 года и закончили 5 июня 1950 года. Работы вела бригада бурового мастера Бориса Никифоровича Карамова. Однако вместо нефти скважина дала минеральную воду. Примечательно, что помощником бурильщика на первой скважине у Баграта Мелик-Карамова работал будущий первооткрыватель первой, Шаимской, нефти Семён Урусов.
Как вспоминал советский геолог Рауль-Юрий Георгиевич Эрвье, начальник Главного Тюменского производственного геологического управления («Главтюменьгеология»), выдающийся руководитель и организатор широкомасштабных геологоразведочных работ, приведших к открытию крупнейших нефтяных и газовых месторождений в Западной Сибири:

Начинали с нуля, с первого колышка для палатки. Болотные топи тайги, белое безмолвие тундры, тысячи километров бездорожья — вот наша рабочая площадка. Здесь мы развернули работы, построили первые посёлки. Теперь это называют экстремальными условиями. Только неиссякаемая энергия первопроходцев дала нам силы выстоять в те годы. — В. Д. Токарев, А. П. Лидов. Эпоха Эрвье. — Москва: Сибургео, 2009. — С. 4. — 366 с.
Министерство геологии СССР приняло план изучения геологического строения Западно-Сибирской низменности, согласно которому надо было пробурить 26 опорных скважин. Из одной из них, расположенной у посёлка Берёзово Ханты-Мансийского округа, 21 сентября 1953 года ударил газовый фонтан.
Для развития разведочных работ была организована Берёзовская комплексная геофизическая партия, а затем — Западно-Сибирский геофизический трест и нефтегазовая экспедиция ВНИГРИ в Салехарде. Природный газ начали давать другие разведочные скважины.
Новые направления поиска требовали новой стратегии. Для эффективного ведения разведки нужно было объединить разрозненные организации геологов, геофизиков и буровиков в один кулак. Эрвье прекрасно понимал, что нужно создавать единый геологоразведочный трест. Конечно, объединение не проходило гладко, у этой идеи были и противники. Но время всё расставило по своим местам: планомерные геофизические исследования стали верным путеводителем к открытию месторождений на огромных площадях. Сочетание геофизических методов разведки с геологическими и немедленной проверкой их бурением дали реальные результаты. Резко увеличились объёмы глубокого бурения. В разведку вводились новые северные районы. Наступление на тюменские недра пошло широким фронтом.
Масштабы бурения в 1957 году возросли по сравнению с 1955 годом вдвое, на следующий год — ещё в полтора раза. Геологи не теряли надежды найти и нефть, углубляясь в труднодоступные таёжные, заболоченные, ненаселённые районы. Весной 1959 года начались буровые работы в верховьях реки Конды.
В 1960 году именно там бригада бурового мастера Семёна Никитича Урусова получила первую нефть на скважине под номером 2Р. Однако она давала только полторы тонны в сутки. Следующая скважина, № 7Р, оказалась более результативной и показала дебит до 12 тонн в сутки. При проходке были вскрыты так называемые «кристаллические породы палеозоя», поэтому геологи сочли, что на этой площадке нечего рассчитывать на промышленную нефть. Однако Урусов не опустил рук и начал бурить ещё одну ранее намеченную скважину под номером 6Р. 21 июня 1960 года здесь впервые ударил настоящий нефтяной фонтан — почти 400 тонн в сутки. Открытие шаимской нефти окрылило людей, удвоило их силы.
Главный геолог, заместитель начальника Тюменского геологического управления, Лев Иванович Ровнин так описывал открытие первой промышленной Тюменской нефти:

Опробовали скважину испытанным методом открытого забоя в необсаженной колонне — его многие сейчас знают как способ Ровнина — и получили семь тонн нефти! Семь тонн из фундамента! Поняв, что идет выклинивание песчаных пластов юрского периода, я заложил ещё несколько скважин. Знаменитый шестой номер бригады Семена Урусова забурила в мае 1960 года, а 22 июня в Тюмень, в геологическое управление пришла радиограмма. Скважина выдала фонтан под 400 тонн в сутки! Каково?! Мы получили в Шаиме первую промышленную нефть. Это был успех!

## Промышленное освоение
Вскоре «заговорило» Среднее Приобье. 21 марта 1961 года скважина в Мегионе начала фонтанировать нефтью дебитом более 250 тонн в сутки. Ценность этого открытия была исключительно велика. Оно положило начало освоению целого созвездия нефтегазовых месторождений. Почти одновременно с Мегионом на берегу Юганской Оби открыли крупное Усть-Балыкское, затем Ватинское, Северо-Покуровское, Западно-Сургутское, Правдинское, Мамонтовское, а вслед за ними нефтяные гиганты — Самотлорское и Фёдоровское месторождения.
Поворотным пунктом в истории Тюменской нефти было открытие Самотлорского нефтяного месторождения 22 июня 1965 года. Работы вела Мегионская нефтеразведочная экспедиция под руководством В. А. Абазарова. Поисковая скважина дала фонтан небывалой мощности — более тысячи тонн нефти в сутки. Внутрипластовое давление было столь высоким, а нефть рвалась из глубин с такой силой, что нагревались стальные трубы. Самотлор, окружённый непроходимыми болотами, — шестое по величине в мире месторождение нефти, которое за время разработки принесло России доходы в размере 245 млрд $, тогда как затраты на его освоение и эксплуатацию не превысили 27 млрд $.
Юрий Эрвье говорил:

Многие считают, что мне в жизни повезло. Всего через несколько лет после приезда в Тюмень я возглавил геологическую службу, руководил открытием многих месторождений. Я далёк от мысли преувеличивать свои заслуги. Вместе со мной трудилась целая плеяда талантливых людей, знающих своё дело. Вместе мы прошли огонь и воду. Среди тех, кто первыми приехал сюда: Н. Ростовцев, С. Белкина, Л. Ровнин, А. Быстрицкий, В. Ансимов, Л. Цибулин, К. Кавалеров, Н. Григорьев, В. Абазаров. Пришли в геологоразведку со студенческой скамьи: А. Юдин, Е. Тепляков, В. Бованенко, В. Подшибякин, В. Токарев, И. Нестеров, Г. Махалин, Ф. Салманов, В. Гавриков, Б. Савельев, В. Соболевский, И. Гиря, А. Сторожев, Г. Быстров, В. Пархомович, А. Брехунцов. Все они стали первоклассными руководителями, определяющими стратегию геологразведки Западной Сибири.— В. Д. Токарев, А. П. Лидов. Эпоха Эрвье. — Москва: Сибургео, 2009. — С. 6—7. — 366 с.
В 1965 году был создан Главтюменнефтегаз, который возглавил Виктор Иванович Муравленко, применивший при освоении нефтяных богатств принципиально новый подход и новые технологии не только в бурении, но и в создании промышленной и социальной инфраструктуры в условиях вечной мерзлоты и заболоченности. Большую роль в промышленном освоении Тюменской нефти сыграли Алексей Кириллович Кортунов (руководитель Главгаза с 1957 по 1972 годы) и Борис Евдокимович Щербина — в 1961—1973 годах первый секретарь Тюменского обкома партии, а в 1973—1984 годах — министр строительства предприятий нефтяной и газовой промышленности СССР.
Началом открытий на Крайнем Севере стал Пурпейский газовый фонтан. Вслед за ним «распечатали» крупнейшую в мире Уренгойскую газовую кладовую. Затем Медвежье, Заполярное, Ямбургское, Комсомольское, Новопортовское месторождения. Их открытие и ускоренная разведка создали на Ямале надёжную сырьевую базу для организации крупномасштабной, рассчитанной на десятилетия, добычи газа и транспортировки его по всей России и во многие страны Европы.
Для роста эффективности геологоразведочных работ, их оперативности, определения важнейших направлений поисков по инициативе Эрвье была создана мощная организационная структура — «Главтюменьгеология». Её создание сразу сказалось на темпах поисково-разведочных работ, росте объёмов и скорости проходки, открытии новых месторождений. Всю деятельность Главтюменьгеологии Эрвье направил на ускорение подготовки запасов в Приобье, на изучение недр в новых районах Ямала. Последующие открытия показали, что на Ямале находится богатейшая газовая провинция мира. Четыре месторождения этого региона — Уренгойское, Ямбургское, Бованенковское и Заполярное — вошли в число 10 крупнейших месторождений мира.
Роль Главтюменьгеологии в управлении геологоразведочными работами трудно переоценить. Главк стал штабом, незамедлительно реагирующим на изменение ситуации. В короткий срок принимались решения об увеличении объёмов работ в перспективных регионах и эти работы обеспечивались кадрами, финансами, техникой.

## Создание инфраструктуры Западной Сибири
Регион стал привлекать высокопрофессиональные кадры.
Было развёрнуто строительство новых городов нефтяников и газовиков, для их отдыха были построены здравницы на побережье Чёрного моря.
Для эффективной транспортировки нефти и газа в Западно-Сибирском нефтегазоносном бассейне была построена сеть нефте- и газопроводов, соединяющая промыслы с нефтеперерабатывающими заводами и потребителями. Первыми из них стали нефтепроводы Шаим-Тюмень (1965) и Усть-Балык — Омск, протяжённостью 987 км, строительство которого началось в 1964 и было завершено в 1967 году. Экспортный нефтепровод «Сургут-Полоцк» был объявлен Всесоюзной ударной комсомольской стройкой. В целом обустройство месторождений в Западной Сибири, строительство города Новый Уренгой и создание системы магистральных газопроводов Ленинский комсомол объявил Всесоюзной ударной комсомольской стройкой.
Для утилизации попутного газа, который первоначально сжигался в факелах, были построены Сургутская ГРЭС, Нижневартовская ГРЭС, Тобольский нефтехимический комбинат.
В 1970-е годы из Западной Сибири на запад начали строиться магистральные газопроводы, крупнейшим из которых стал «Уренгой-Помары-Ужгород».

## Темпы роста добычи
К 1970 году на территории Тюменской области было открыто более 80 нефтяных, газовых и нефтегазовых месторождений, в том числе крупнейших в мире. По нефти это Самотлорское, Фёдоровское, Мамонтовское месторождения, по природному газу — Уренгойское, Медвежье, Заполярное.
Объёмы добычи топлива росли кратно: если в 1965 году в Тюменской области было добыто 953 тысячи тонн нефти, то в 1970 — уже 28 млн тонн, а в 1975 — более 141 млн тонн, а к концу десятилетия область вышла на добычу миллиона тонн нефти и миллиарда кубометров газа в сутки: в 1980 г. тюменские нефтепромыслы дали 313 млн т, в 1981 г. — 329,2 млн т. нефти. Если в Баку потребовалось сто лет для достижения годовой добычи нефти в 23,5 млн тонн, то в Тюмени такой рубеж был преодолён за первые пять лет после начала промышленного освоения.
Первый секретарь Тюменского обкома комсомола Генадий Шмаль вспоминал, что в 1966 году «Файнэншл таймс» скептически писала, что русские называют какие-то цифры запасов и добычи, — посмотрим, что они сделают через 5 лет. «А через 5 лет, уже в 1971 году, добыча нефти в Западной Сибири составила более 31 млн тонн. Таких темпов вообще не было нигде».
После подъёма мировых цен на нефть в 1973 году более чем в три раза, а в 1979-м — ещё более чем в два раза тюменская нефть стала основным источником валютных доходов страны. На вырученные деньги покупались оборудование, материалы, товары народного потребления.

## Известные люди Тюменской нефти
- Юрий Эрвье - начальник Главтюменьгеологии с 1956 по 1978 год, патриарх Тюменской геологоразведки
- Фарман Салманов - первооткрыватель Мегионского нефтяного месторождения в Западной Сибири, ученик и заместитель Р.-Ю.Г. Эрвье. Сменил Юрия Эрвье на должности начальника Главтюменьгеологии в 1978 году
- Виктор Муравленко - начальник Главтюменнефтегаза в 1965 - 1977 годах
- Борис Щербина - первый секретарь Тюменского обкома КПСС в 1961 - 1973 годах
- Алексей Кортунов - руководитель Главгаза, инициатор строительства  Единой системы газоснабжения
- Семён Урусов - буровой мастер, первооткрыватель Тюменской нефти (Шаим)
- Николай Глебов - буровой мастер, первооткрыватель Уренгойского газового месторождения
- Генадий Шмаль - инициатор освоения Тюменской нефти как Всесоюзной комсомольской стройки

## Новые города
Разработка тюменской нефти дала импульс строительству новых городов. Из маленьких посёлков в города с многотысячным населением превратились Сургут, Нижневартовск, Мегион, Уренгой, Новый Уренгой, Нефтеюганск, Когалым, Урай, Лангепас, Нягань. Всего в ходе освоения тюменской нефти было построено 18 городов. Названия городов Лангепас, Урай, Когалым дали аббревиатуру первых букв в названии частной нефтяной компании ЛУКойл, созданной тюменским нефтяником Вагитом Алекперовым.
Благодаря развитию нефтепромыслов в городах Тюменской области были построены полная социальная инфраструктура, аэропорты. В регионе проложены дороги с твёрдым покрытием, железная дорога Тюмень-Тобольск-Сургут-Нижневартовск, построены десятки мостов через реки.

## Награды
За вклад в открытие и разработку Тюменской нефти Тюменское геологическое управление было награждено орденом Ленина, восьми геологам присвоили звания Героев Социалистического Труда, ещё девять удостоены Ленинской премии, 394 человека были награждены орденами и медалями Советского Союза.

## Отражение в искусстве
В результате командировок поэтов и композиторов на комсомольские стройки были созданы песни, завоевавшие широкую популярность: «Главное, ребята, сердцем не стареть», «Письмо на Усть-Илим», «ЛЭП-500», «Геологи», «Девчонки танцуют на палубе» из цикла Александры Пахмутовой «Таежные звезды» (поэты С. Гребенников и Н. Добронравов), «Голубые города» Андрея Петрова.
«Тюменская нефть». Песня В. С. Высоцкого, 1972.
«Северный вариант». Художественный фильм, снятый в 1974 году об открытии нефти Семёном Урусовым[1], в главной роли — Олег Анофриев.
«Сибириада». Фильм-эпопея Андрея Кончаловского 1978 года.

## Социальная значимость
С 1964 года в Ханты-Мансийске проводятся лыжные гонки на приз «Большая Тюменская нефть». На них в 1980 году выполнила норматив мастера спорта Надежда Дмитриевна Коврижных, первый тренер олимпийских чемпионов Анастасии и Антона Шипулиных.